# Иван Кондинский
Иван Кондинский (также известен как Иванище Кодский, XVII век) — иеромонах, один из руководителей раннего уральско-сибирского старообрядчества.

## Биография
Родился и жил в Русском царстве в XVII веке.
В 1650-1670 годах являлся строителем Троицкого Кондинского монастыря и некоторое время фактически был его настоятелем. Позднее жил в скитах на реке Ирюме, откуда перебрался на пустынные острова среди лесных Бахметских болот за Дальними Кармаками. Здесь умер и был похоронен предположительно в 1688 году. Был противником реформ патриарха Московского Никона.
С начала 1670-х годов Иван Кондинский выступал против самосожжений уральско-сибирских старообрядцев. Был рудознатцем, нашел в урочище под Кондинским монастырём залежи медной руды, образцы которой возил в Москву.
Вместе со своим единомышленником — старцем Авраамием, Иван Кондинский владел хорошей библиотекой.